# Park del Mil·lenari
Park del Mil.lenari är en park i Spanien.   Den ligger i provinsen Província de Barcelona och regionen Katalonien, i den östra delen av landet, 500 km öster om huvudstaden Madrid. Park del Mil.lenari ligger 149 meter över havet.
Terrängen runt Park del Mil.lenari är kuperad åt nordväst, men åt sydost är den platt. Terrängen runt Park del Mil.lenari sluttar söderut. Runt Park del Mil.lenari är det mycket tätbefolkat, med 10 000 invånare per kvadratkilometer. Närmaste större samhälle är Barcelona, 6,7 km öster om Park del Mil.lenari. Runt Park del Mil.lenari är det i huvudsak tätbebyggt.